# فرودگاه شیموگا
فرودگاه شیموگا (به انگلیسی: Shimoga Airport) (به زبان بومی: Shimoga Vimananildana) یک فرودگاه خصوصی است که یک باند فرود آسفالت دارد و طول باند آن ۱۹۱۰ متر است. این فرودگاه در شهر شیموگا کشور هند قرار دارد و در ارتفاع ۶۱۵ متری از سطح دریا واقع شده است.